# Kitty som detektiv
Kitty som detektiv (även Kitty och klockmysteriet) (originaltitel Old Clock) är den första boken i Kitty Drewserien. 
Boken är skriven av Carolyn Keene 1930. Den utgavs i Sverige på svenska 1952 av Wahlströms och översattes av Josef Almqvist.